# La romería de San Isidro
La romería de San Isidro es una de las Pinturas negras que Francisco de Goya pintó para la decoración de los muros de su casa, llamada la Quinta del Sordo, que adquirió en 1819. Esta obra ocupaba probablemente la pared derecha de la planta baja según se entraba.
El cuadro, junto con el resto de las pinturas negras, fue trasladado de revoco a lienzo, a partir de 1874, por Salvador Martínez Cubells, por encargo del barón Émile d’Erlanger, un banquero francés, de origen alemán, que tenía intención de venderlos en la Exposición Universal de París de 1878. Sin embargo, las obras no atrajeron compradores y él mismo las donó, en 1881, al Museo del Prado, donde actualmente se exponen.
Antes del traslado a lienzo, J. Laurent fotografió en 1874 esta pintura mural en la Quinta de Goya, en una pared del salón de la planta baja. El negativo de vidrio original, del formato 27 x 36 centímetros, se conserva en el Archivo fotográfico Ruiz Vernacci, en Madrid. Entonces la pintura estaba completamente rodeada de papeles pintados, probablemente fabricados a mediados del siglo XIX, después de la muerte de Goya. 

## Análisis

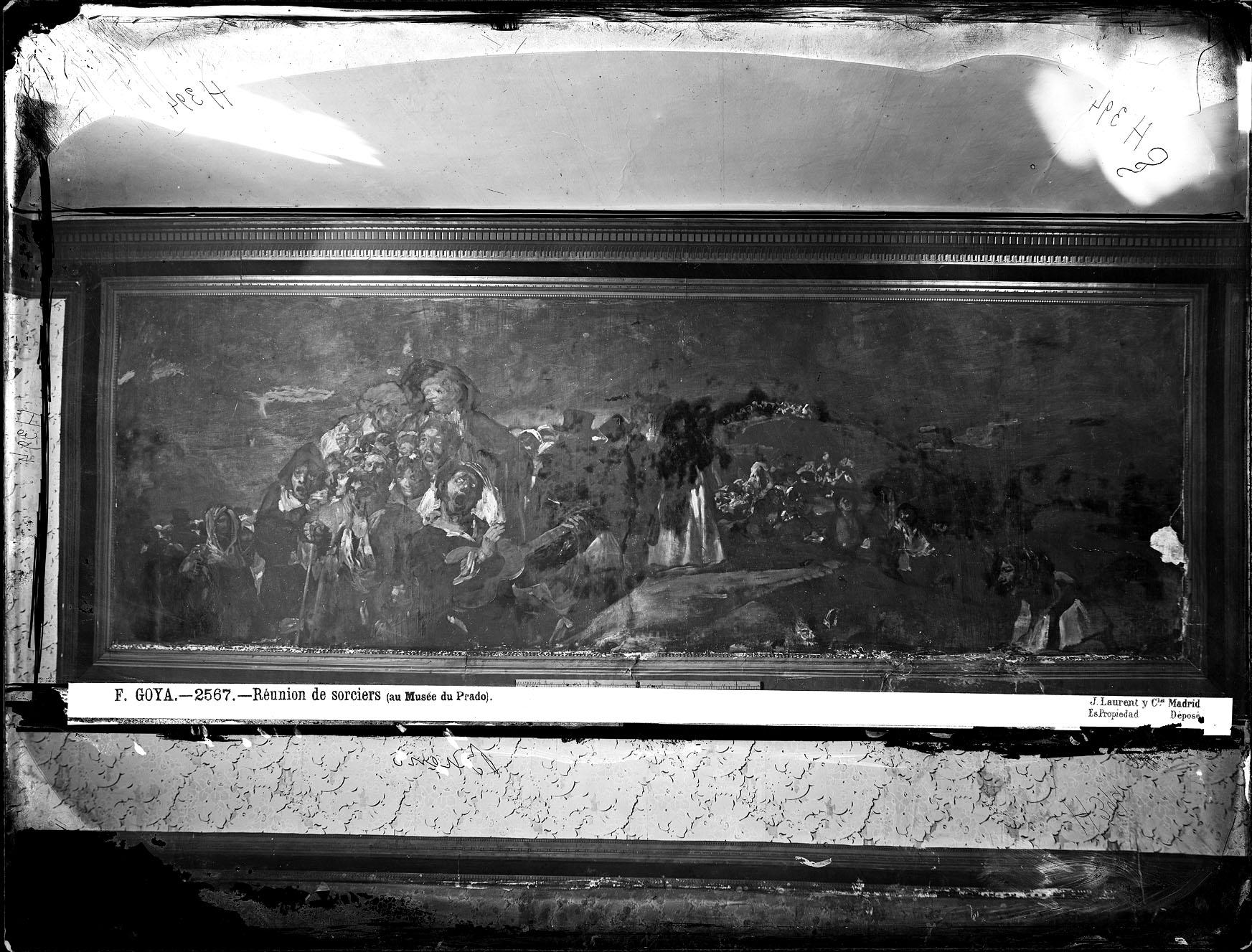
La romería de San Isidro fotografiada por J. Laurent.

Esta obra muestra una visión de la romería (peregrinación) hacia la ermita de San Isidro de Madrid totalmente opuesta al tratamiento que Goya hace del mismo tema treinta años antes en La pradera de San Isidro. Si la obra anterior se trataba de representar las costumbres de una fiesta tradicional madrileña y ofrecer una visión razonablemente precisa de la ciudad, la presente pintura muestra a un grupo de personajes prominentes en la noche, aparentemente ebrios y cantando con los rostros distorsionados. Figuras de diversos estratos sociales también figuran en el cuadro. En primer plano aparece un grupo de extracción humilde, mientras que al fondo se aprecian sombreros de copa y hábitos de monjas.
El tema de la procesión se utilizó para enfatizar aspectos teatrales o satíricos; a este respecto, el cuadro tiene paralelos con El entierro de la sardina, pintado entre 1812 y 1819. El lugar de la casa de Goya, que fue el depósito de sus Pinturas negras, tenía aproximadamente el mismo punto de vista en el que vemos a los peregrinos en su obra anterior. caricatura de tapiz. Ahora, en esta pintura más oscura, la procesión puede estar conduciendo a esta misma casa y hacia la imaginación embrujada de Goya. "Es a Goya a quien han venido a ver. Y a dar una serenata: ¿pues qué le importa a un sordo que la guitarra no tenga cuerdas?".
Es un tema recurrente en la pintura de Goya presentar una multitud que se desvanece poco a poco en la distancia. Ya estaba presente en La pradera de San Isidro y después fue usado con frecuencia en Los desastres de la guerra. En el borde mismo de esta pintura coinciden la silueta de los afloramientos rocosos y la de la multitud que desfila; así, el espacio abierto enfatiza todo el resto de la masa sólida y compacta, deshumanizando a los individuos en un grupo informe. La excepción es una figura a la derecha cuyo rostro se ve de perfil y parece gemir o cantar.
Al igual que las demás obras de esta serie, la paleta del cuadro está muy disminuida. En este caso se aplican negros, ocres, grises y tierra con pinceladas muy libres y enérgicas. El tema de la pérdida de identidad en las multitudes en esta pintura puede verse como un precursor de la pintura expresionista, en particular de la obra de James Ensor.